# Tersilochus ensifer
Tersilochus ensifer là một loài tò vò trong họ Ichneumonidae.